# Lestinogomphus angustus
Lestinogomphus angustus – gatunek ważki z rodziny gadziogłówkowatych (Gomphidae); jest gatunkiem typowym rodzaju Lestinogomphus. Występuje na terenie Afryki Subsaharyjskiej – od Kenii i Ugandy po RPA; niepotwierdzone stwierdzenia w Angoli, Demokratycznej Republice Konga, Mali, Somalii i Eswatini.
Gatunek ten opisał francuski entomolog René Martin w 1911 roku (jako datę publikacji pierwszego opisu wskazuje się też rok 1912) w oparciu o pojedynczy okaz samca. Specjalnie dla tego gatunku utworzył rodzaj Lestinogomphus.
W RPA imago lata od listopada do końca maja. Długość ciała 38 mm. Długość tylnego skrzydła 21,5–22 mm.